# Phocides polybius
La saltadora de la guayaba (Phocides polybius) es una mariposa miembro de la familia de las brincadoras (Hesperiidae), subfamilia Eudaminae. Los adultos se pueden observar en vuelo desde marzo hasta octubre, aunque hay reportes durante casi todo el año en el estado de Texas (EUA). Su planta hospedera es el género Psidium, a donde pertenece la guayaba (Psidium guajava), esto favorece su presencia en las ciudades.

## Clasificación y descripción
Sus huevecillos son de color pálidos, azul verdosos, volviéndose rojizos en 1,5 días después de la puesta, son depositados de manera individual en la parte superior de las plantas hospederas (guayabas/Psidium), casi siempre en las hojas terminales más jóvenes; las larvas inmaduras son rojas con anillos amarillos entre los segmentos, mientras que las larvas maduras son blancas con un collar café, con el tórax ensanchado y la cabeza de color café con falsos ojos de color amarillo en la parte lateral; la pupa es de color blancuzco o verde pálido, con una hilera subdorsal de pequeños puntos grises, con pequeñas marcas negras en la cabeza, tórax y apéndices.
Los adultos llegan a medir hasta 6.5 cm de envergadura, las alas son de color negro azulado, con rayos de color turqueza en las alas delanteras y el tórax, además de dos puntos rojos muy notables en cada ala delantera, su cabeza tiene color naranja.

## Distribución
Desde el sur de Texas en los Estados Unidos de América hacia el sur, en México a través de las vertientes del océano Pacífico y el Golfo de México, en la zona de la Sierra Madre Occidental y Oriental, pasando por América Central hasta Argentina.

## Hábitat
Es común en las zonas urbanas, en jardines con plantas como lantanas y ruelias; se observa en distintos tipos de vegetación natural como matorrales, bosques de encino y selva.

## Estado de conservación
Hasta el momento en México no se encuentra en ninguna categoría de protección, ni en la Lista Roja de la IUCN (International Union for Conservation of Nature) ni en CITES (Convención sobre el Comercio Internacional de Especies Amenazadas de Fauna y Flora Silvestres). Es una especie abundante y común en su rango de distribución, se observan múltiples camadas a lo largo del año.

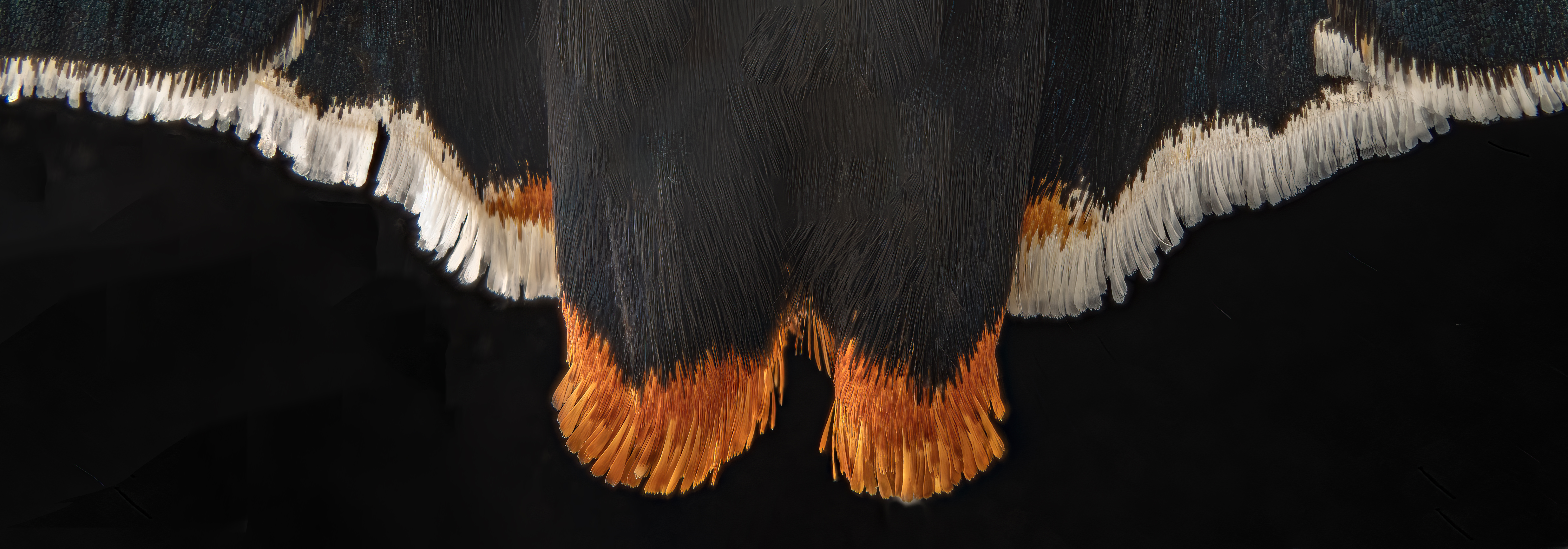
Fragmento de ala de Phocides polybius

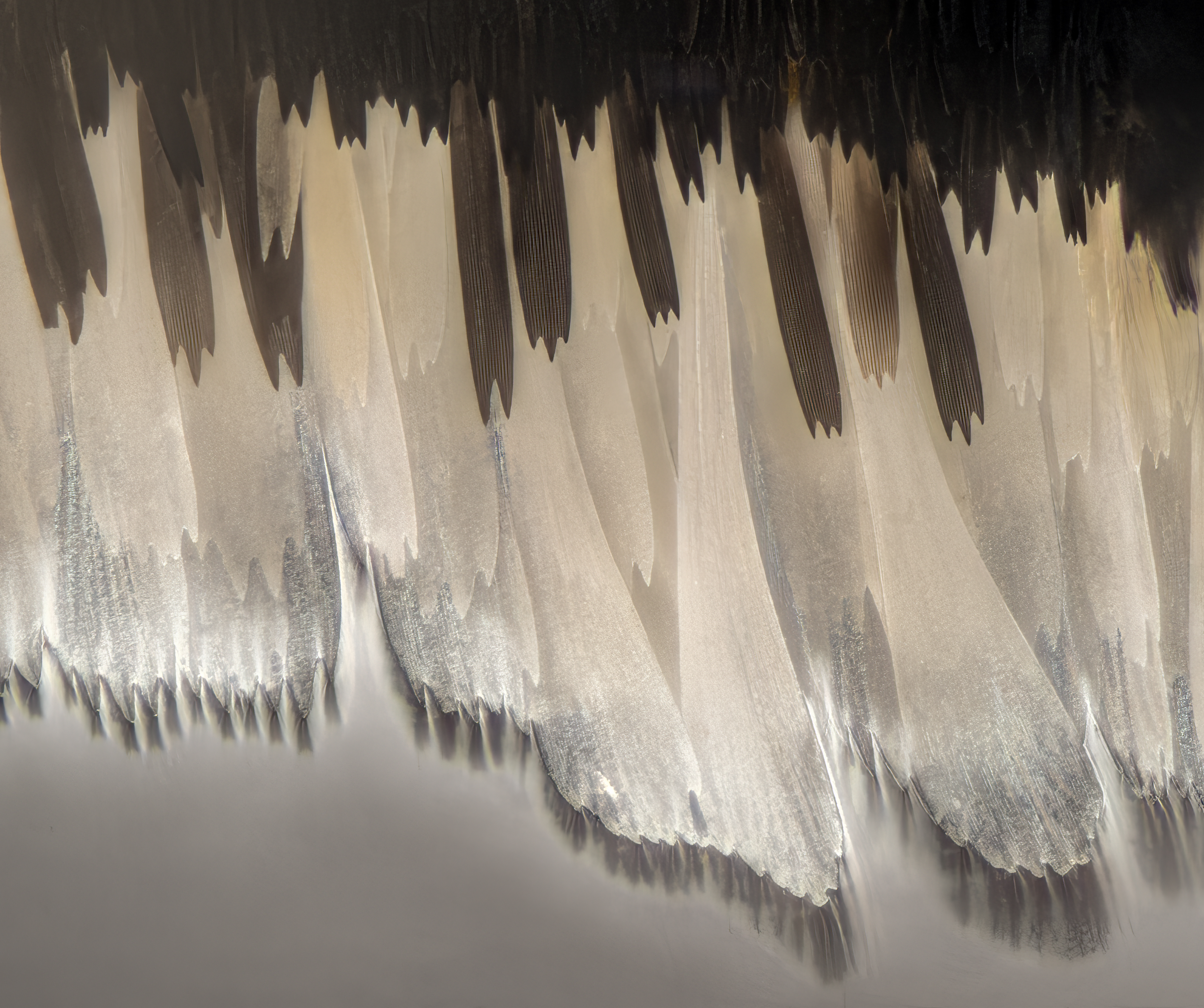
Phocides polybius, mariposa, detalles del ala.

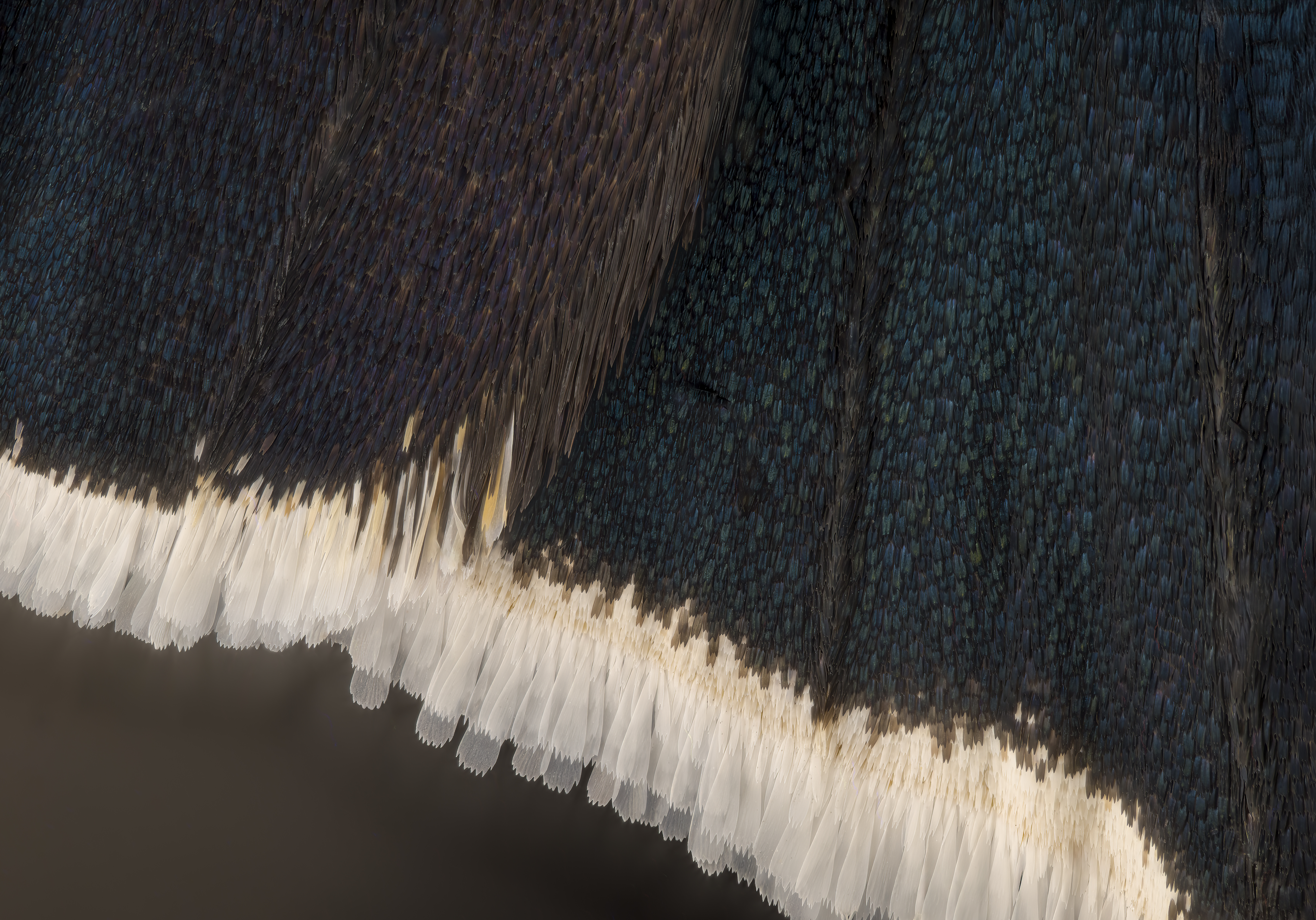
Borde del ala.

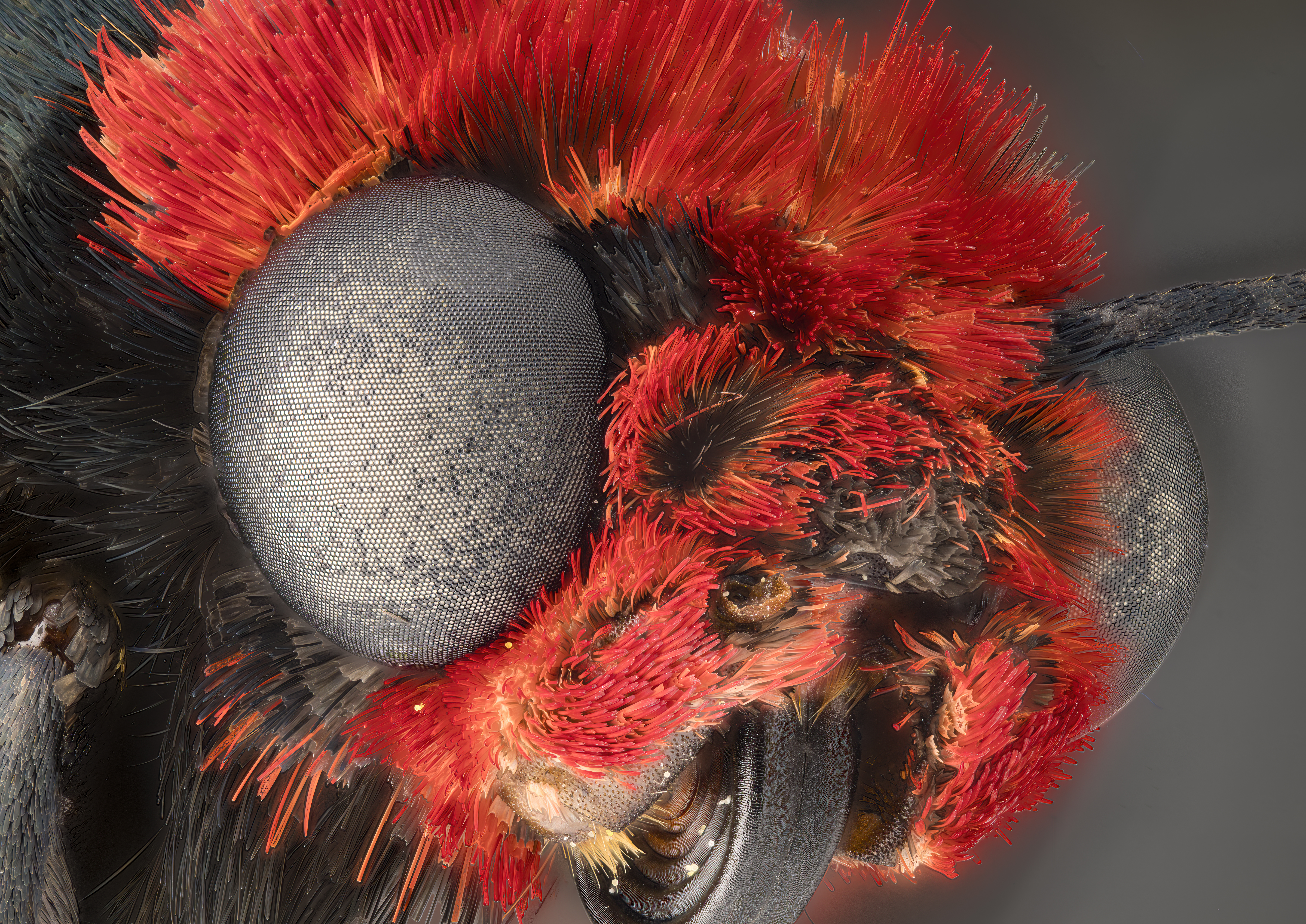
Phocides polybius Detalles.

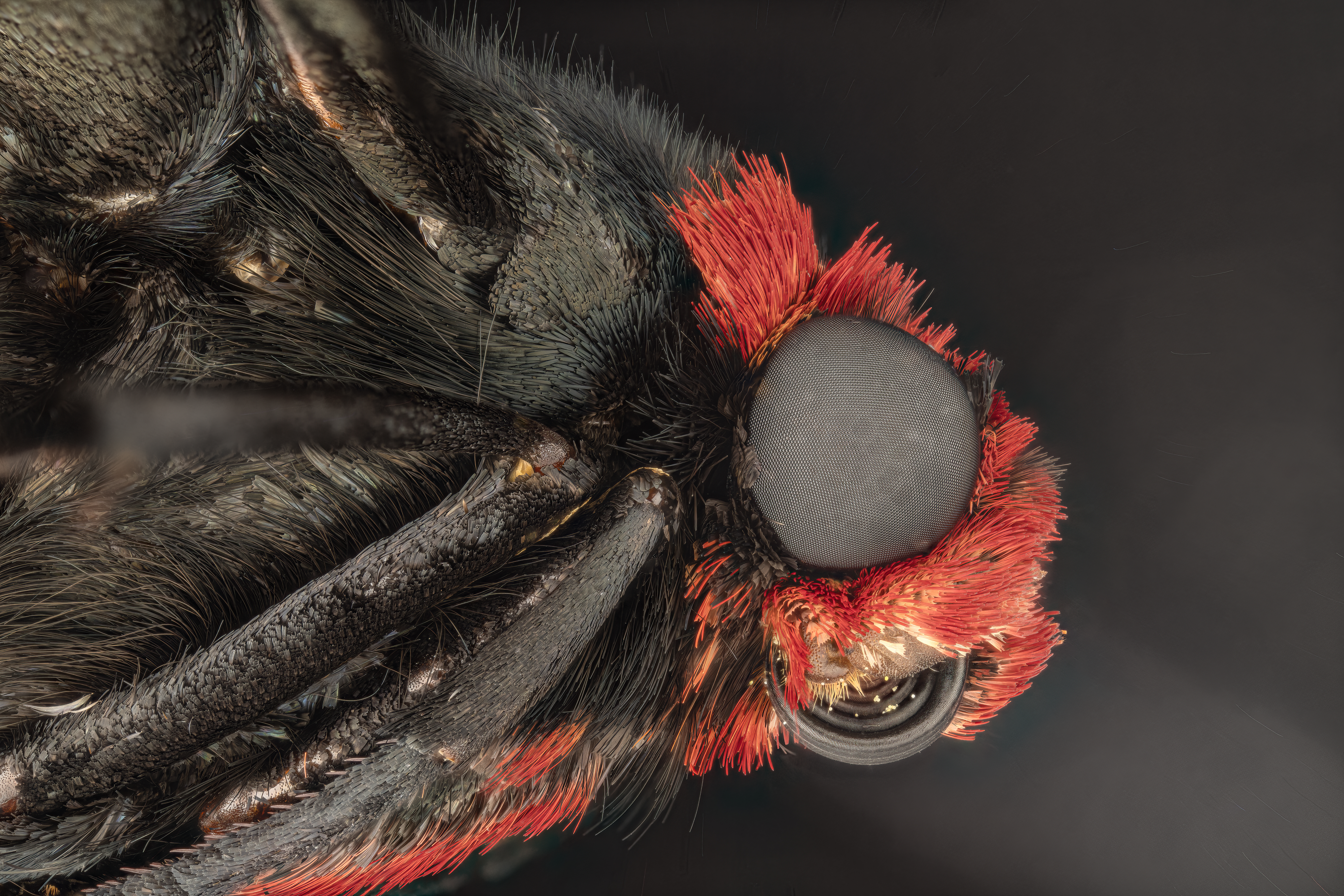
Cabeza de phocides polybius, detalles. Los puntos amarillos en la trompa corresponden a granos de polen.